# N
N, n (gọi là en-nờ hoặc nờ) là chữ cái thứ 14 trong phần nhiều bảng chữ cái dựa trên Latinh và là chữ thứ 16 trong chữ cái tiếng Việt. Nguồn gốc của N có lẽ là chữ nûn của tiếng Xê-mít.
- Trong bảng mã ASCII dùng ở máy tính, chữ N hoa có giá trị 78 và chữ n thường có giá trị 110.
- Trong ngữ pháp tiếng Anh, N là kí hiệu cho danh từ (noun).
- Trong hệ đo lường quốc tế:
  - N là ký hiệu của newton.
  - n được dùng cho tiền tố nano – hay {\displaystyle 10^{-9}}.
- Trong hoá học, N là ký hiệu cho nguyên tố nitơ (Nitrogen Z = 7), và ký hiệu cho hạt neutron.
- Trong vật lý, n là ký hiệu cho hạt neutron.
- Trong hóa sinh học, N là biểu tượng cho asparagine.
- Trong địa lý, N chỉ hướng Bắc, phía Bắc.
- Trong toán học, chữ {\displaystyle \mathbb {N} } bảng đen đậm chỉ tới tập hợp các số tự nhiên.
- Trong môn cờ vua, N là ký hiệu để ghi quân Ngựa (Knight) vì K được dùng cho quân Vua (King).
- Theo mã số xe quốc tế, N được dùng cho Na Uy (Norge).
- N được gọi là November trong bảng chữ cái ngữ âm NATO.
- Trong bảng chữ cái Hy Lạp, N tương đương với Ν và n tương đương với ν.
- Trong bảng chữ cái Cyrill, N tương đương với Н và n tương đương với н.

| Bảng chữ cái Latinh                                                                         | Bảng chữ cái Latinh       | Bảng chữ cái Latinh       | Bảng chữ cái Latinh       | Bảng chữ cái Latinh       | Bảng chữ cái Latinh       | Bảng chữ cái Latinh       | Bảng chữ cái Latinh       | Bảng chữ cái Latinh       | Bảng chữ cái Latinh       | Bảng chữ cái Latinh       | Bảng chữ cái Latinh       | Bảng chữ cái Latinh       | Bảng chữ cái Latinh       | Bảng chữ cái Latinh       | Bảng chữ cái Latinh       | Bảng chữ cái Latinh       | Bảng chữ cái Latinh       | Bảng chữ cái Latinh       | Bảng chữ cái Latinh       | Bảng chữ cái Latinh       | Bảng chữ cái Latinh       | Bảng chữ cái Latinh       | Bảng chữ cái Latinh       | Bảng chữ cái Latinh       | Bảng chữ cái Latinh       | Bảng chữ cái Latinh       | Bảng chữ cái Latinh       | Bảng chữ cái Latinh       | Bảng chữ cái Latinh       | Bảng chữ cái Latinh       | Bảng chữ cái Latinh       | Bảng chữ cái Latinh       |
| Bảng chữ cái chữ Quốc ngữ                                                                   | Bảng chữ cái chữ Quốc ngữ | Bảng chữ cái chữ Quốc ngữ | Bảng chữ cái chữ Quốc ngữ | Bảng chữ cái chữ Quốc ngữ | Bảng chữ cái chữ Quốc ngữ | Bảng chữ cái chữ Quốc ngữ | Bảng chữ cái chữ Quốc ngữ | Bảng chữ cái chữ Quốc ngữ | Bảng chữ cái chữ Quốc ngữ | Bảng chữ cái chữ Quốc ngữ | Bảng chữ cái chữ Quốc ngữ | Bảng chữ cái chữ Quốc ngữ | Bảng chữ cái chữ Quốc ngữ | Bảng chữ cái chữ Quốc ngữ | Bảng chữ cái chữ Quốc ngữ | Bảng chữ cái chữ Quốc ngữ | Bảng chữ cái chữ Quốc ngữ | Bảng chữ cái chữ Quốc ngữ | Bảng chữ cái chữ Quốc ngữ | Bảng chữ cái chữ Quốc ngữ | Bảng chữ cái chữ Quốc ngữ | Bảng chữ cái chữ Quốc ngữ | Bảng chữ cái chữ Quốc ngữ | Bảng chữ cái chữ Quốc ngữ | Bảng chữ cái chữ Quốc ngữ | Bảng chữ cái chữ Quốc ngữ | Bảng chữ cái chữ Quốc ngữ | Bảng chữ cái chữ Quốc ngữ | Bảng chữ cái chữ Quốc ngữ | Bảng chữ cái chữ Quốc ngữ | Bảng chữ cái chữ Quốc ngữ | Bảng chữ cái chữ Quốc ngữ |
| ------------------------------------------------------------------------------------------- | ------------------------- | ------------------------- | ------------------------- | ------------------------- | ------------------------- | ------------------------- | ------------------------- | ------------------------- | ------------------------- | ------------------------- | ------------------------- | ------------------------- | ------------------------- | ------------------------- | ------------------------- | ------------------------- | ------------------------- | ------------------------- | ------------------------- | ------------------------- | ------------------------- | ------------------------- | ------------------------- | ------------------------- | ------------------------- | ------------------------- | ------------------------- | ------------------------- | ------------------------- | ------------------------- | ------------------------- | ------------------------- |
| Aa                                                                                          | Ăă                        | Ââ                        | Bb                        | Cc                        | Dd                        | Đđ                        | Ee                        | Êê                        |                           | Gg                        | Hh                        | Ii                        |                           | Kk                        | Ll                        | Mm                        | Nn                        | Oo                        | Ôô                        | Ơơ                        | Pp                        | Qq                        | Rr                        | Ss                        | Tt                        | Uu                        | Ưư                        | Vv                        |                           | Xx                        | Yy                        |                           |
| Bảng chữ cái Latinh cơ bản của ISO                                                          |                           |                           |                           |                           |                           |                           |                           |                           |                           |                           |                           |                           |                           |                           |                           |                           |                           |                           |                           |                           |                           |                           |                           |                           |                           |                           |                           |                           |                           |                           |                           |                           |
| Aa                                                                                          |                           |                           | Bb                        | Cc                        | Dd                        |                           | Ee                        |                           | Ff                        | Gg                        | Hh                        | Ii                        | Jj                        | Kk                        | Ll                        | Mm                        | Nn                        | Oo                        |                           |                           | Pp                        | Qq                        | Rr                        | Ss                        | Tt                        | Uu                        |                           | Vv                        | Ww                        | Xx                        | Yy                        | Zz                        |
| Chữ N với các dấu phụ                                                                       |                           |                           |                           |                           |                           |                           |                           |                           |                           |                           |                           |                           |                           |                           |                           |                           |                           |                           |                           |                           |                           |                           |                           |                           |                           |                           |                           |                           |                           |                           |                           |                           |
| Ńń                                                                                          | Ǹǹ                        | Ňň                        | Ññ                        | Ṅṅ                        | Ņņ                        | Ṇṇ                        | Ṋṋ                        | Ṉṉ                        | N̈n̈                        | Ɲɲ                        | Ƞƞ                        | Ŋŋ                        | Ꞑꞑ                        | ᵰ                         | ᶇ                         | ɳ                         | ȵ                         |                           |                           |                           |                           |                           |                           |                           |                           |                           |                           |                           |                           |                           |                           |                           |
| Ghép hai chữ cái                                                                            |                           |                           |                           |                           |                           |                           |                           |                           |                           |                           |                           |                           |                           |                           |                           |                           |                           |                           |                           |                           |                           |                           |                           |                           |                           |                           |                           |                           |                           |                           |                           |                           |
| Na                                                                                          | Nă                        | Nâ                        | Nb                        | Nc                        | Nd                        | Nđ                        | Ne                        | Nê                        | Nf                        | Ng                        | Nh                        | Ni                        | Nj                        | Nk                        | Nl                        | Nm                        | Nn                        | No                        | Nô                        | Nơ                        | Np                        | Nq                        | Nr                        | Ns                        | Nt                        | Nu                        | Nư                        | Nv                        | Nw                        | Nx                        | Ny                        | Nz                        |
| NA                                                                                          | NĂ                        | NÂ                        | NB                        | NC                        | ND                        | NĐ                        | NE                        | NÊ                        | NF                        | NG                        | NH                        | NI                        | NJ                        | NK                        | NL                        | NM                        | NN                        | NO                        | NÔ                        | NƠ                        | NP                        | NQ                        | NR                        | NS                        | NT                        | NU                        | NƯ                        | NV                        | NW                        | NX                        | NY                        | NZ                        |
| aN                                                                                          | ăN                        | âN                        | bN                        | cN                        | dN                        | đN                        | eN                        | êN                        | fN                        | gN                        | hN                        | iN                        | jN                        | kN                        | lN                        | mN                        | nN                        | oN                        | ôN                        | ơN                        | pN                        | qN                        | rN                        | sN                        | tN                        | uN                        | ưN                        | vN                        | wN                        | xN                        | yN                        | zN                        |
| AN                                                                                          | ĂN                        | ÂN                        | BN                        | CN                        | DN                        | ĐN                        | EN                        | ÊN                        | FN                        | GN                        | HN                        | IN                        | JN                        | KN                        | LN                        | MN                        | NN                        | ON                        | ÔN                        | ƠN                        | PN                        | QN                        | RN                        | SN                        | TN                        | UN                        | ƯN                        | VN                        | WN                        | XN                        | YN                        | ZN                        |
| Ghép chữ N với số hoặc số với chữ N                                                         |                           |                           |                           |                           |                           |                           |                           |                           |                           |                           |                           |                           |                           |                           |                           |                           |                           |                           |                           |                           |                           |                           |                           |                           |                           |                           |                           |                           |                           |                           |                           |                           |
|                                                                                             |                           |                           |                           | N0                        | N1                        | N2                        | N3                        | N4                        | N5                        | N6                        | N7                        | N8                        | N9                        |                           |                           |                           |                           |                           | 0N                        | 1N                        | 2N                        | 3N                        | 4N                        | 5N                        | 6N                        | 7N                        | 8N                        | 9N                        |                           |                           |                           |                           |
| Xem thêm                                                                                    |                           |                           |                           |                           |                           |                           |                           |                           |                           |                           |                           |                           |                           |                           |                           |                           |                           |                           |                           |                           |                           |                           |                           |                           |                           |                           |                           |                           |                           |                           |                           |                           |
| Biến thể Chữ số Cổ tự học Danh sách các chữ cái Dấu câu Dấu phụ ISO/IEC 646 Lịch sử Unicode |                           |                           |                           |                           |                           |                           |                           |                           |                           |                           |                           |                           |                           |                           |                           |                           |                           |                           |                           |                           |                           |                           |                           |                           |                           |                           |                           |                           |                           |                           |                           |                           |